# Shōsei Okamoto
Shōsei Okamoto (jap. 岡本 將成, Okamoto Shōsei; * 7. April 2000 in der Präfektur Toyama) ist ein japanischer Fußballspieler.

## Karriere
Shōsei Okamoto erlernte das Fußballspielen in der Jugendmannschaft vom Tohri SC und in der Jugendmannschaft von Albirex Niigata. Hier unterschrieb er auch 2019 seinen ersten Profivertrag. Der Verein aus Niigata, einer Großstadt in der gleichnamigen Präfektur Niigata auf der Insel Honshū, spielte in der zweithöchsten japanischen Liga, der J2 League. Von Anfang August 2020 bis Saisonende wurde er an den Drittligisten Kagoshima United FC ausgeliehen. Für den Verein aus Kagoshima stand er 24-mal in der Dritten Liga auf dem Spielfeld. Nach der Ausleihe kehrte er Ende Januar 2021 zu Albirex zurück. Im August 2021 wechselte er auf Leihbasis zu Mito Hollyhock. Mit dem Verein aus Mito spielt er in der zweiten japanischen Liga. Für Mito stand er zweimal in der zweiten Liga auf dem Spielfeld. Direkt im Anschluss wechselte er im Februar 2022 ebenfalls auf Leihbasis zu seinem ehemaligen Verein Kagoshima United. Am Ende der Saison 2023 wurde er mit Kagoshima Vizemeister und stieg somit in die zweite Liga auf. Am Ende der Saison 2024 belegte er mit Kagoshima den 19. Tabellenplatz und musste somit in die dritte Liga absteigen. Nach insgesamt 81 Ligaspielen kehrte er im Januar 2025 zu Albirex zurück.

## Erfolge
Kagoshima United FC
- Japanischer Drittligavizemeister: 2023  ▲